# Kalendarium powstania warszawskiego – 26 sierpnia

## 26 sierpnia, sobota
Tego dnia Stare Miasto było wciąż niezmiennie celem najsilniejszych ataków niemieckich z ziemi i powietrza.
Około 5:00 rano zakończyła się, rozpoczęta w nocy dnia poprzedniego, ewakuacja władz wojskowych.
Polacy utrzymywali pozycje w Banku Polskim i pasażu Simonsa, część ul. Długiej, obroniono również ruiny Ratusza i pałac Blanka. Dalsza obrona barykad na Miodowej, Podwalu, Piwnej, Świętojańskiej, Kanonii (tu walki w Katedrze św. Jana), Brzozowej, Boleść i Rybaki. Tego dnia poległ Ludwik Lubomirski (ps. „Ludwik II”) szwoleżer z pułku „Baszta”.
Nastąpiło wyparcie oddziałów powstańczych ze szpitala Jana Bożego (Bonifraterska 12). Gmach PWPW początkowo został częściowo opanowany przez oddziały nieprzyjaciela, jednak wieczorem oddziały „Zośki” i „Czata 49” opanowują niższe piętra PWPW, odzyskując wejście główne budynku. 
Ciężkie straty odniosła Armia Ludowa. Wskutek bombardowania zawaliła się kamienica przy ul. Freta 16, w której zginęli m.in. dowódca Obwodu Warszawskiego AL Bolesław Kowalski ps. „Ryszard”, Stanisław Nowicki ps. „Feliks”, Edward Lanota ps. „Edward” i Anastazy Matywiecki ps. „Nastek. Po południu zbombardowano także pobliski kościół św. Jacka, w którym znajdowali się ranni i ludność cywilna.
W dzielnicach, w których istniała taka możliwość, odprawiono msze święte z okazji święta Matki Boskiej Jasnogórskiej.
Z mówionej relacji st. strz. Tymoteusza Duchowskiego ps. "Motek" (ur. 1928, żołnierz Zgrupowania "Żyrafa"):
26 sierpnia miała nastąpić ewakuacja do Śródmieścia Komendy Głównej Armii Krajowej, która znajdowała się na Starym Mieście. Ewakuacja mogła być przeprowadzona jedynie kanałami. Jednakże zostały spiętrzone przez Niemców ścieki przez wybudowanie zapory. Ta zapora uniemożliwiała Komendzie Głównej w planowanym terminie opuszczenie Starego Miasta. Zbudowana była z szyn stalowych i przyciętych do kształtu kanałów desek, na które narzucono jeszcze worki z piaskiem. Zapora została w nocy wysadzona. W następnych dniach ok. pięciu tysięcy żołnierzy Armii Krajowej wraz z jeńcami niemieckimi zostało wyewakuowanych do Śródmieścia.
Z dziennika bojowego 9. armii niemieckiej:
Powstańcy w Warszawie w dalszym ciągu rozbudowują swoje pozycje i bronią ich zaciekle. Zwężenie kotła na Starym Mieście postępuje.